# 薛用弱
薛用弱（?—?），字中勝。河東（今山西永濟西）人。
生平不詳，僅知長慶間任光州（弋陽郡）刺史，一說大和初出爲光州刺史；一說大和中自儀曹郎出守弋陽，為政嚴而不殘。著有《集異記》三卷，載有王维演奏“郁轮袍”、蔡少霞书写山玄卿“苍龙溪新官铭”等。《虞初志》收錄有《集異記》16則故事。《太平广记》卷第四百五〈奇物〉中亦有转记。